# Nazaré (Portugal)
Nazaré is een gemeente in het Portugese district Leiria. De gemeente heeft een totale oppervlakte van 83 km² en telde 15.060 inwoners in 2001.
Ten noorden van het strand – op de heuvel – bevindt zich de oude kern Sitio. Dat gedeelte is over de weg slechts via een grote omweg te bereiken, maar kan ook met een "kabeltram" genomen worden. Deze voert recht tegen de heuvel op naar Sitio. Deze kern bestaat uit een wirwar van straatjes die bijna allemaal uitkomen op het grote plein met kathedraal. Vanaf de balkons aan de rand van de heuvel is er zicht op het lager gelegen plaatsje Nazaré.
De kustlijn hier is bij surfers bekend om zijn hoge golven, veroorzaakt door de Canyon van Nazaré.

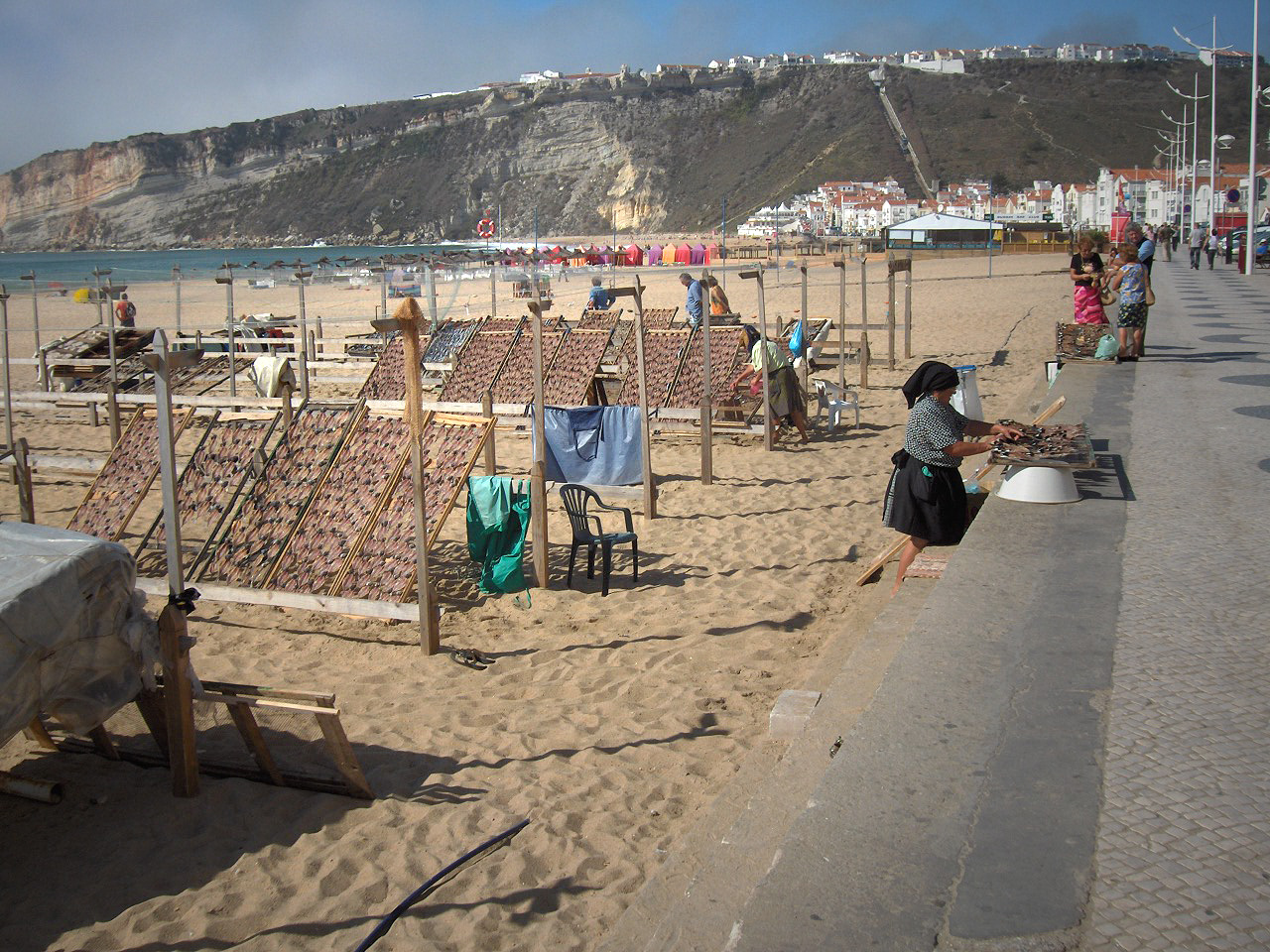
Zicht op het strand met verkoopster van gedroogde ansjovis in traditionele klederdracht; op de achtergrond de heuveltop O Sitio

## Geboren
- Dina Rodrigues (1981), zangeres

## Plaatsen in de gemeente
- Famalicão
- Nazaré
- Valado dos Frades